# G-Slide (Tour Bus)
G-Slide (Tour Bus) è il secondo singolo estratto dall'album di debutto della rapper americana Lil Mama, VYP: Voice of the Young People.  Parti della canzone traggono ispirazione dalla canzone per bambini "The Wheels On The Bus''. E' usata come "campione" in tre canzoni: "Dashstar*" e "SAY" dell'artist house Knock2 e "Play Your Part (Pt.1)" del disc jockey Girl Talk. 
È stato girato anche un video musicale, mandato in onda per la prima volta su Yahoo! il 31 agosto 2007. 